# 김명훈 (가수)
김명훈(1983년 10월 30일 ~ )은 대한민국의 가수로, 3인조 그룹 울랄라세션의 멤버이다.

## 학력
- 한서고등학교

## 음반 활동
- 항해 (sail) (2016년)

### 참여 음반
- Man of K 1st mini album Music is Bob (2008년)
- 파로 Part 1 (2014년)
- 울랄라 프레이즈 써니 데이(Sunny day) (2015년)
- 구피 옛날 노래의 역습 (2016년)
- Chilli.boy imagination (2017년)
- 아웃사이더 3.14 (2018년)
- 네모여행 (서호주 편) 와야 해 with 키비, 박규영, 정건주,사진작가 배지환

## TV 출연
- 2016년 MBC 미스터리 음악쇼 복면가왕 - 특급열차 롤러코스터 <참가자>
- 2017년 MBC 미스터리 음악쇼 복면가왕 - 신비주의 아기천사 <가왕>